# Timilpan
Timilpan é um município do estado do México, no México.